# Quick 1888
El Quick 1888 (també conegut com a Quick Nijmegen) és un club esportiu amateur de Nimega, Països Baixos. Va ser fundat l'any 1888 com a club de cricket i actualment juga a futbol en el tercer nivell amateur.
Com a club de futbol, el Quick va assolir el seu moment de fama l'any 1949 quan va guanyar la Copa neerlandesa de la qual s'exposa una rèplica a la seu del club. Després el club va perdre la final de la Supercopa d'Holanda de 1949 contra el Schiedamse Voetbal Vereniging. El club també té seccions de bàdminton, atletisme i hoquei herba.

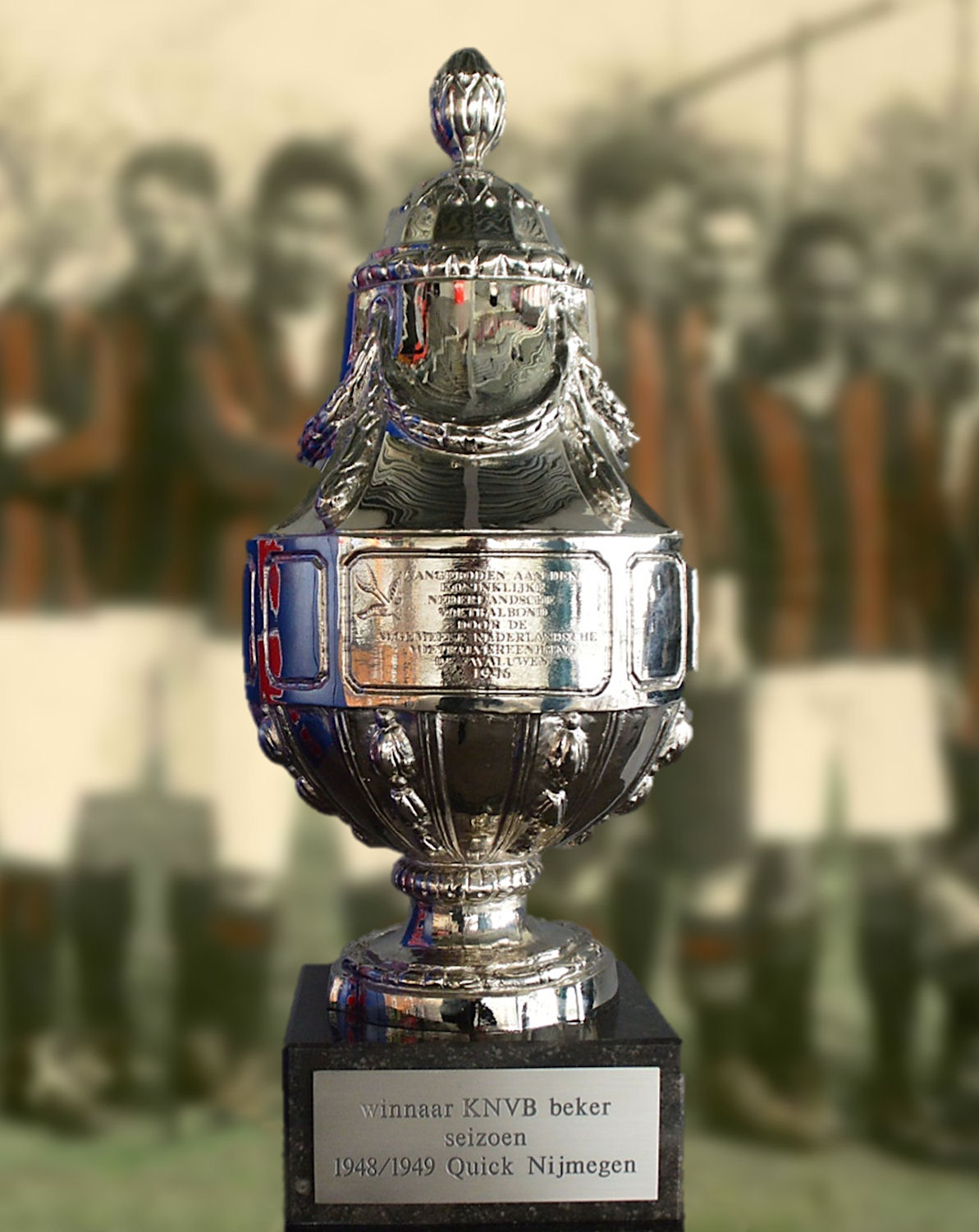
Copa KNVB 1949

## Palmarès
- Copa neerlandesa de futbol:[1]
  - 1948-49

## Jugadors destacats
Jugadors de futbol internacionals amb els Països Baixos:
- Felix von Heijden 1
- Henk Steeman 1
- Piet Velthuizen 1

## Cricket
Com a club de cricket, el Quick ha produït una sèrie de representants nacionals tant en cricket masculí com femení. Recentment, dos membres van representar l'equip nacional de cricket femení dels Països Baixos a la qualificació de la Copa del Món de Cricket Femení de 2008. El club està afiliat al Koninklijke Nederlandse Cricket Bond. Actualment compta amb tres equips, dos de sèniors masculins i un de veterans, cosa que el converteix en un dels clubs de cricket més grans de l'est dels Països Baixos.